# Fuchsgraben (Mosel)
Der Fuchsgraben ist ein rechter Zufluss der Mosel bei Wasserliesch, Rheinland-Pfalz.
Er hat eine Länge von 3,534 Kilometern, ein Wassereinzugsgebiet von
4,724 Quadratkilometern und die Fließgewässerkennziffer 2636.
Er entspringt auf der Gemarkung Tawern, fließt durch das Gebiet von Konz-Könen und mündet bei Wasserliesch.